# Ласетера, Никола
Нико́ла Ласете́ра (англ. Niсо́la Lacetéra) — канадский экономист, доцент кафедры менеджмента в Торонтском университете и научный сотрудник в Национальном бюро экономических исследований. Известен работами по поведенческой экономике.

## Биография

### Образование
| Год получения | Ученая степень     | Университет              |
| ------------- | ------------------ | ------------------------ |
| 2000          | Бакалавр экономики | Торонтский университет   |
| 2006          | Доктор философии   | Школа менеджмента Слоуна |

В 2006 году защитил диссертацию: «Организация исследовательской деятельности в промышленности и академических кругах: последствия для коммерциализации университетских исследований» (The organization of research activities in industry and academia : implications for the commercialization of university research).

### Академическая карьера
В 2006—2010 годах работал доцентом кафедры экономики в Кейсовском университете Западного резервного района и вёл курсы для бакалавров по предпринимательской стратегии (Entrepreneurial Strategy) и экономическому анализу бизнес-стратегий (Economic Analysis of Business Strategies) и для магистров делового администрирования по созданию нового предприятия (New Venture Creation).
C 2010 года и по настоящее время Никола Ласетера является преподавателем в Школе менеджмента Ротмана по следующим предментам: поведенческая экономика стратегии и организаций (Behavioral Economics of Strategy and Organizations), стратегический менеджмент (Strategic Management Workshop).
В 2010 году его назначили доцентом кафедры менеджмента в Торонтском университете.
С 2015 по 2020 год он работал адъюнктом, с 2020 года по настоящее время является профессором в этом университете и преподаёт технологическую политику (Technology Policy), стратегическое управление в конкурентной среде (Strategic Management in Competitive Environments), стратегическое управление в интересах устойчивости (Strategic Management for Sustainability), менеджмент технологий (Management of Technology), введение к анализу больших данных (Introduction to Big Data Analysis), технологию и инновации: исторические, социальные и экономические перспективы (Technology and Innovation: Historical, Social and Economic Perspectives), управление технологическими инновациями (Management of Technological Innovation), предпринимательскую стратегию (Entrepreneurial Strategy).

### Личная информация
Женат, есть 2 дочери.
Свободно говорит на итальянском, английском и французском языках. Читает на латыни и классическом греческом языке.
Болеет за футбольный клуб Рома и баскетбольный клуб Кливленд Кавальерс.

## Вклад в поведенческую экономику
Исследовательские интересы Николы Ласетера включают анализ детерминант альтруистического поведения, в частности, различных видов медицинских пожертвований, таких как кровь и органы с целью информирования различных некоммерческих организаций о том, как можно увеличить взносы доноров. Следующее направление исследований касается того, как этические убеждения влияют на принятие определенных «спорных» сделок (таких, как оплата крови или органов или патентование живых организмов). Ещё одной областью его интересов является изучение факторов, определяющих стоимость и качество автомобилей. Так же Ласетера изучает как различные индивидуальные мотивы и институциональные механизмы влияют на производство и коммерциализацию знаний в университетах и как стимулы и отбор работников влияют на инновации и функционирование онлайн-рынков труда. Он работает с данными наблюдений и экспериментов (лабораторных и полевых), а также теоретическими моделями.
В настоящий момент он проводит исследования по следующим направлениям:
- Мотивы для альтруистического поведения (motivations for altruistic behaviour)
- Этические нормы на рынках (ethics in markets)
- Экономика здравоохранения (health economics)
- Стратегическое управление (strategic management)
- Экономика промышленности и инноваций (industrial and innovation economics)

### Эффект левостороннего смещения

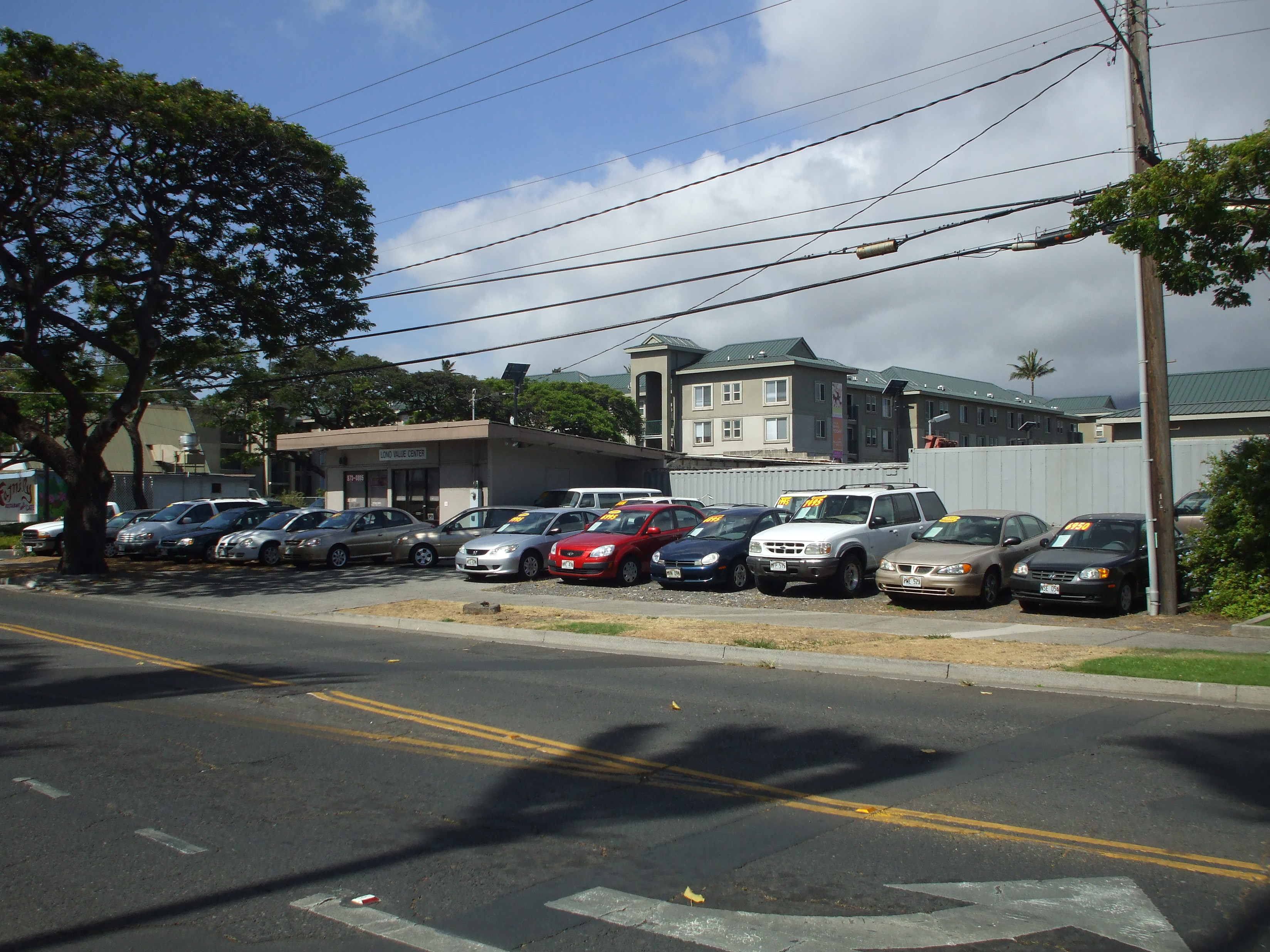
Небольшая партия подержанных автомобилей в США.

Эффект левостороннего смещения (англ. left digit bias) — это тенденция фокусироваться на самой левой цифре, частично игнорируя остальные.
Никола Ласетера в соавторстве с Дэвином Г. Попе и Джастином Р. Синдором рассмотрели идею о том, что есть товары со множеством характеристик, и таким товаром, например, является подержанный автомобиль.
У автомобиля есть марка, возраст, цвет, тип двигателя, тип назначения и т. д.. Когда покупатель выбирает автомобиль, он в первую очередь смотрит на пробег, который тоже является одной из характеристик. Предполагается, что от увеличения пробега, вероятность того, что автомобиль сломается больше, и, следовательно, готовность платить уменьшается. То есть, если предположить, что риск столкнуться с поломкой линейным образом зависит от пробега, тогда, откладывая по оси x пробег на одометре, а по оси y, соответственно, цену автомобиля, стоимость будет линейно падать. Ласетера предположил, что эта зависимость будет не гладкой, а с разрывами. И если покупатель воспринимает пробег только с точки зрения первой (левой) цифры, а остальные опускает во внимании, то изменение этой цифры на одометре приведёт к сильному снижению готовности платить, а дополнительный километр внутри всего интервала не будет вызывать каких-либо эффектов.
Пример: один дополнительный километр при пробеге 60988 км (то есть находящемся внутри интервала 60000-70000) никак не повлияет на стоимость, а один дополнительный километр при пробеге 60999 км переведёт одометр в значение 70000 км и уменьшит готовность платить, и стоимость автомобиля будет ниже с заметным разрывом.

## Опубликованные и предстоящие статьи

### Публикации в журналах
1. Paying for Kidneys? A Randomized Survey and Choice Experiment (with Julio Elías and Mario Macis, American Economic Review, 109, 8, 2855-88, 2019[2]
2. Moral NIMBY-Ism? Understanding societal support for monetary compensation to plasma donors In Canada (with Mario Macis), Law & Contemporary Problems, 81, 83-105, 2018[3]
3. Above a Swamp: A Theory of High-Quality Scientific Production (with Bralind Kiri and Lorenzo Zirulia), Research Policy, 47,5, 827—839, 2018[4]
4. Motivating Cord Blood Donations with Information and Behavioral Nudges (with Daniela Grieco, Mario Macis and Daniela Di Martino), Nature Scientific Reports, 2018[5]
5. Understanding Repugnance: Implications for Public Policy (with Julio J. Elias and Mario Macis), World Medical & Health Policy, 9,4, 489—504, 2017[6]
6. Economic Development and the Regulation of Morally Contentious Activities (with Julio J. Elias, Mario Macis and Paola Salardi), American Economic Review Papers and Proceedings, 107, 5, 76-80, 2017[7]
7. Incentives and Ethics in the Economics of Body Parts, Osgoode Hall Law Journal, 54, 2 397—417, 2017[8]
8. Does Information Help or Hinder Job Applicants from Less Developed Countries in Online Markets? (with Ajay Agrawal and Elizabeth Lyons), Journal of International Economics, 103, 1-12, 2016[9]
9. Bid Takers or Market Makers? The effect of Auctioneers on Auction Outcomes (with Bradley Larsen, Devin Pope and Justin Sydnor), American Economic Journal: Microeconomics, 8,4, 195—229, 2016[10]
10. Viral Altruism? Generosity and Social Contagion in Online Networks (with Mario Macis and Angelo Mele), Sociological Science, 2016[11]
11. The Incidence and Role of Negative Citations in Science, Proceedings of the National Academy of Sciences of the United States of America (with Christian Catalini and Alex Oettl), 112, 45, 13823-13826, 2015[12]
12. Would You Buy a Honda Made in the U.S.? The Effect of Production Location on Manufacturing Quality (with Justin Sydnor), Review of Economics and Statistics, 97, 4, 855-76, 2015[13]
13. Markets and Morals: An Experimental Survey Study (with Julio Elias and Mario Macis), PLOS ONE 10, 6, e0127069, 2015[14]
14. Sacred Values? The Effect of Information on Attitudes toward Payments for Human Organs (with Julio Elias and Mario Macis), American Economic Review Papers and Proceedings, 105, 5, 361-65, 2015[15]
15. Rewarding Volunteers: A Field Experiment (with Mario Macis and Robert Slonim), Management Science, 60, 5, 1107-29, 2014[16]
16. Removing Financial Barriers to Organ and Bone Marrow Donation: The Effect of Leave and Tax Legislation in the U.S. (with Mario Macis and Sarah Stith), Journal of Health Economics, 33, 43-56, 2014[17]
17. Time for Blood: The Effect of Paid Leave Legislation on Altruistic Behavior (with Mario Macis), Journal of Law, Economics and Organization, 29, 6,1384-1420, 2013[18]
18. Effects of Social and Economic Incentives and Information on Voluntary Undirected Blood Donations: Evidence from a Field Experiment in Argentina (with Victor Iajya, Mario Macis and Robert Slonim), Social Science and Medicine, 98, 214—223, 2013[19]
19. Estimating the Effect of Salience in Wholesale and Retail Car Markets (with Meghan Busse, Devin Pope, Jorge Silva-Risso and Justin Sydnor), American Economic Review Papers and Proceedings, 2013[20]
20. Economic Rewards to Motivate Blood Donations (with Mario Macis and Robert Slonim), Science, 340, 6135, 927-28, 2013[21]
21. Heuristic Thinking and Limited Attention in the Car Market (with Devin Pope and Justin Sydnor), American Economic Review, 102, 5, 2206-36, 2012[22]
22. Will There Be Blood? Incentives and Displacement Effects in Pro-Social Behavior (with Mario Macis and Robert Slonim), American Economic Journal: Economic Policy, 4, 1, 186—223, 2012[23]
23. Individual Preferences, Organization, and Competition in a Model of R&D Incentive Provision (with Lorenzo Zirulia), Journal of Economic Behavior and Organization, 84, 2, 550—570, 2012[24]
24. The Economics of Scientific Misconduct (with Lorenzo Zirulia), Journal of Law, Economics and Organization, 27, 3, 568—603, 2011[25]
25. Incentives and Problem Uncertainty in Innovation Contests: An Empirical Analysis (with Kevin Boudreau and Karim Lakhani), Management Science, 57, 5, 843—863, 2011[26]
26. Social Image Concerns and Prosocial Behavior: Field Evidence from a Nonlinear Incentive Scheme (with Mario Macis), Journal of Economic Behavior and Organization, 76, 225—237, 2010[27]
27. Do All Material Incentives for Prosocial Activities Backfire? The Response to Cash and Non-Cash Incentives for Blood Donations (with Mario Macis), Journal of Economic Psychology, 31, 4, 738—748, 2010[28]
28. Inside or Outside the IP System? Business Creation in Academia (with Riccardo Fini and Scott Shane), Research Policy, 39, 8, 1060—1069, 2010[29]
29. Different Missions and Commitment Power in R&D Organization: Theory and Evidence on Industry-University Relations, Organization Science, 20, 3, 565—582, 2009[30]
30. Academic Entrepreneurship, Managerial and Decision Economics, 30, 7, 443—464, 2009[31]
31. Sample Size and Precision in NIH Peer Review (with David Kaplan and Celia Kaplan), PLOS ONE, July 23 2008[32]

### Другие публикации
1. Business Apologies and the Ethics and Narrative of Trust, C4E Journal — Perspectives on Ethics[33]
2. Incentives for Prosocial and Intrinsically Motivated Activities, IZA World of Labor[34]
3. Paid vs Volunteer Donations: An Analysis of the Behavioral and Ethical Issues around Donor Incentives (with Mario Macis), in: Domen R., ed., Ethical Issues in Transfusion Medicine and Cellular Therapies, Bethesda, MD: AABB Press, 2015[35]
4. To the Editor: On the Importance of Unconditional Rewards for Blood Donations (with Mario Macis and Robert Slonim), Clinical Chemistry, 2014
5. Letter to the Editor: A Critical Comment on Niza, Tung and Marteau’s Incentivizing Blood Donation: Systematic Review and Meta-Analysis to Test Titmuss' Hypotheses (with Mario Macis and Robert Slonim), Health Psychology, 2013[36]
6. In Defense of WHO’s Blood Donation Policy: Response (with Mario Macis and Robert Slonim), Science, 342, 6159, 692, 2013[37]
7. The Value of Incentives in Blood Donations: response (with Mario Macis and Robert Slonim), Science (letter response), 341, 6142, 129, 2013[38]
8. Academic Entrepreneurship (with Riccardo Fini and Scott Shane), In Palgrave MacMillan Encyclopedia of Strategic Management, 2013
9. Digitization of Information and the Market for Contract Labor (with Ajay Agrawal, John Horton and Liz Lyons). Forthcoming in Goldfarb, A., Greenstein, S. & Tucker, C (Eds) Economics of Digitization: An Agenda. National Bureau of Economic Research
10. Different Yokes for Different Folks: Individual Preferences, Institutional Logics, and the Commercialization of Academic Research (with Riccardo Fini), Advances in the Study of Entrepreneurship, Innovation and Economic Growth, Vol 21: Spanning Boundaries and Disciplines: University Technology Commercialization in the Idea Age (eds. Gary Libecap and Marie Thursby), 1-25, 2010[39]

## Профессиональные достижения и награды
2008 
- Грант Фонда Рассела Сейджа[англ.] для молодых ученых: «Стимулы для сдачи крови: естественные и полевые эксперименты» (совместно с Марио Масисом и Робертом Слонимом)
- Грант Международной программы инноваций в области транспортных средств и мобильности[англ.]: «Эмпирические исследования аукционов подержанных автомобилей» (совместно с Джастином Сиднором)
- Финалист Премии Weatherhead[40] для студентов бакалавриата, Кейсовский университет Западного резервного района

 2009 
- Грант Национального научного фонда: «Полевые эксперименты по обеспечению стимулов для переливания крови» (совместно с Марио Масисом и Робертом Слонимом)
- Стипендия Гленнана за выдающиеся достижения в области стипендий и преподавания, Кейсовский университет Западного резервного района

 2010 
- Лауреат Премии Weatherhead для студентов бакалавриата, Кейсовский университет Западного резервного района
- Номинирован на премию Карла Ф. Виттке за выдающиеся успехи в преподавании на уровне бакалавров, Кейсовский университет Западного резервного района

 2011 
- Грант Совета социальных и гуманитарных исследований Канады[англ.]: «Полевые эксперименты в области глобального здравоохранения: мотивация добровольного донорства крови в Аргентине» (совместно с Виктором Яйя, Марио Масисом и Робертом Слонимом)
- Премия декана, Торонтский университет
- Награда за заслуги на государственной службе, Наука управления (журнал)[англ.]

 2012 
- Грант Совета социальных и гуманитарных исследований Канады[англ.]: «Достижения в экономике рынков и организаций», Торонтский университет (совместно с с Альбертом Галассо и Танджимом Хоссейном)
- Грант Института NET[41] для проекта «Вирусный альтруизм» (с Марио Масисом и Анджело Меле)
- Премия декана, Торонтский университет
- Премия за выдающиеся достижения в области судейства, Американский экономический обзор (журнал)[англ.]

 2013 
- Грант Совета социальных и гуманитарных исследований Канады[англ.]: «Стереотипы, идентичность и решения задач» (совместно с Соней Канг и Джейкобом Хиршем)
- Премия декана, Торонтский университет
- Премия за выдающиеся достижения в области судейства, Американский экономический обзор (журнал)[англ.]
- Премия за выдающиеся заслуги, Наука управления (журнал)[англ.]

 2014 
- Грант «Наука филантропии»[42]: «Дать жизнь и спасти жизни: естественный полевой эксперимент по мотивации донорской крови» (соучредители: Даниэла Грико и Марио Масис)
- Премия декана, Торонтский университет
- Премия за выдающиеся достижения в области судейства, Американский экономический обзор (журнал)[англ.]
- Премия за выдающиеся заслуги, Наука управления (журнал)[англ.]
- Грант Фонда научно-исследовательской деятельности[43], Университет Торонто Миссиссауга[англ.]

 2015 
- Гранд Фонда Юинга Марион Кауфман[англ.] для проведения семинара по применению экспериментальных экономических методов в исследованиях в области предпринимательства (совместно с Дэвидом Купером)
- Грант Джонса Хопкинс[44] «Экономика и биоэтика» (совместно с Марио Масисом и Хулио Элиасом)
- Исследовательский грант Фонда Гарольда Крэбтри[45]: «Повышение уровня регистрации доноров органов за счет усиление мотивации представителей клиентов ServiceOntario: исследования и полевые вмешательства» (совместно с Одри Ляпорт, Марио Масис, Фрэнком Маркелем и Ниной Мазар)
- Гранд Университета Джонса Хопкинса «Исследование практической этики»: «Альтруизм, этика и рынки: поведенческое и нейронаучное экспериментальное исследование» (совместно с Марио Масисом, Викрамом Чибом и Джеффри Каном)
- Награда за выдающиеся заслуги, Журнал Европейской экономической ассоциации[англ.]

 2016 
- Научный руководитель программы Стипендиат, Торонтский университет
- Премия за выдающиеся достижения в области судейства, Американский экономический обзор (журнал)[англ.]

 2017 
- Грант для ветеринарных благотворительных организаций: «Экспериментальный анализ морального неприятия потребления продуктов животного происхождения» (совместно с Лизой Крамер)
- Грант на исследование инновационной политики, Национальное бюро экономических исследований[46] (совместно с Микелой Джорджелли и Астрид Маринони)
- Гранд Фонда Юинга Марион Кауфман[англ.] для проведения семинара по применению экспериментальных экономических методов в исследованиях в области предпринимательства (совместно с Дэвидом Купероми Мирьям Ван Прааг)
- Премия за выдающиеся заслуги, Наука управления (журнал)[англ.]

 2018 
- Грант Института гендера и экономики[47] и Торонтского университета для проекта «Выбор архитектуры и выдвижение женщин на руководящие посты» (совместно с Джойс Хе и Соней Канг)
- Сеть CIHR SPOR PIHCI: Программные гранты: «Выявление бедности и связанных с ней социальных детерминантов и вмешательство для улучшения знаний, ссылки на ресурсы (SPARK[48])»

 2019 
- Грант Центра Сандры Ротман[англ.] на исследование стратегии сектора здравоохранения[49]: «Социальная поддержка политики в области здравоохранения: экспериментальное и машинное обучение» (совместно с Хулио Элиасом, Марио Масисом и Паола Саларди)
- Малый исследовательский грант Института менеджмента и инновационных исследований для проведения семинара о предпринимательстве и экспериментальной экономике, Университет Торонто Миссиссауга[англ.]
- Награда завыдающиеся заслуги от Института менеджмента и инновационных исследований, Университет Торонто Миссиссауга[англ.]